# Sergio Fernández Álvarez
Sergio Fernández Álvarez (Leão, Espanha, 9 de Fevereiro de 1975) é um ex-futebolista e diretor de esportes espanhol.

## Carreira
Sergio Fernández foi um futebolista espanhol contrasta e muito experiente na Segunda Divisão Espanhola e Segunda "B". Seus melhores anos como colocar um jogador na Hércules da cidade de Alicante, onde foi promovido para Segunda Divisão e foi o carro-chefe da equipe por muitos anos. Em 7 de Julho de 2010 ele se aposentou como jogador e treinador foi para o Real Murcia organizacional diretor de esportes.